# Júlio Kuntz
Júlio Kuntz, alternativ auch Júlio Kunz oder El Colosso, (* 3. September 1897 in Novo Hamburgo; † 19. August 1938 in São Paulo) war ein brasilianischer Fußballspieler. Er wurde auf der Position eines Torhüters eingesetzt. Er spielte für die brasilianische Fußballnationalmannschaft von 1920 bis 1922.

## Karriere

### Verein
Als Nachkomme deutscher Einwanderer wurde Kuntz im Inneren des Bundesstaates Rio Grande do Sul geboren, in der Gegend, wo sich heute das Viertel Hamburgo Velho befindet, der Keimzelle des heutigen Novo Hamburgo.
Kuntz begann seine fußballerische Laufbahn im Nachwuchsbereich beim GE Floriano de Novo Hamburgo aus Novo Hamburgo. 1918 wechselte er zu Grêmio FBPA, wo er bis 1919 blieb. Danach ging er nach Rio de Janeiro, wo er sich dem CR Flamengo anschloss. Er war von einem Freund in den Verein gebracht worden, der für den zweiten Kader (eine Art Reservemannschaft) spielte. Sein Debüt für Flamengo gab Kuntz am 4. April 1920. An diesem Tag wurde das Torneio Inicial ausgetragen, ein traditioneller Wettbewerb, der die Saisoneröffnung der Staatsmeisterschaft von Rio de Janeiro markierte. Im Laranjeiras bestritt Flamengo sein erstes Spiel gegen den Bangu AC und gewann nach einem 0:0–Unentschieden in der regulären Spielzeit mit 3 Ecken zu 1. Im Halbfinale war der Gegner SC Mangueira, der mit Ruhe mit 3:0 geschlagen wurde. Die Entscheidung fiel gegen São Cristóvão FR, das in der zweiten Halbzeit durch ein Tor von Oscar Carregal besiegt wurde. Am Ende des Turniers konnte Kuntz den Titelgewinn mit Flamengo feiern. Ein Erfolg, der sich 1921 wiederholte. In der Carioca-Meisterschaft 1923 kämpfte Flamengo Kopf an Kopf um die dritte Meisterschaft, hatte aber das Unglück, Kuntz während des Spiels gegen Fluminense Rio de Janeiro zu verlieren, welches am 25. Juni 1922 im Estádio de General Severiano dem damaligen Stadion des Botafogo FR ausgetragen wurde. Nach einem Zusammenstoß mit einem gegnerischen Spieler, musste der Torhüter zur Halbzeit das Feld verletzt verlassen und wurde durch Mittelfeldspieler Dino ersetzt. Aufgrund der Verletzung verpasste Kuntz eine Woche später das entscheidenden Spiel gegen America FC (RJ). Ohne ihren Torhüter verlor Flamengo mit 1:0. Das Ergebnis entschied die Meisterschaft zugunsten von America, wobei der Flamengo um einen Punkt geschlagen wurde. Am 23. Juli 1922 wurde das letzte Spiel des Wettbewerbs gegen den Bangu AC ausgetragen, das Spiel gewann Flamengo mit 3:2, mit einer weiteren großartigen Leistung von Kuntz. Damals war nicht bekannt, dass dies für die nächsten sechs Jahre das letzte Match des Spielers für den Klub sein sollte. Trotz seiner besonderen Leistungen kam Kuntz 1923 kaum zu Einsätzen, seine jüngeren Konkurrenten Amado Benigno und Iberê Goulart erhielten den Vorzug. Im März 1924 bewahrheiteten sich Gerüchte und Kuntz verließ Flamengo. In den drei Spielzeiten, in denen er Teil von Flamengo war, stand er 38 Mal in Spielen zur Staatsmeisterschaft in der Startelf und musste nur drei Niederlagen hinnehmen. Und er verlor nie gegen Botafogo oder America in Spielen, die für die Staatsmeisterschaft gültig waren. Sein Zeit bei Flamengo war kurz von einem Ausflug zum Silva Manoel AC in Rio unterbrochen, die genaue Zeit konnte nicht festgestellt werden. Außerdem trat er für den Klub in Leichtathletikwettbewerben an.
Der Spieler ging nach São Paulo. Hier spielte er beim Club Athletico Paulistano weiterhin Fußball, zusammen mit dem berühmtesten brasilianischen Spieler seiner Zeit Arthur Friedenreich. Eine Besonderheit in seiner Zeit bei Paulistano, war die Teilnahme an einer der ersten Europareisen eines brasilianischen Fußballklubs. Klubpräsidenten Antônio Prado Jr., Sohn eines der Klubgründer Antônio da Silva Prado und ein Enkel von Veridiana da Silva Prado, der ursprünglichen Besitzerin des Grundes des Velódromo de São Paulo, eines der ersten Fußballplätze Brasiliens, arrangierte im Zuge eines Frankreichurlaubes Spiele seines Klubs. Die Reise wurde durch finanzkräftige Privatiers bezahlt. Kuntz bestritt vier oder sechs von zehn Spielen, die Quellen weichen hier voneinander ab. Gespielt wurde in Frankreich gegen die französische Fußballnationalmannschaft am 15. März 1925 im Buffalo-Stadion, Stade Français am 22. oder 23. März im Buffalo-Stadion, FC Sète am 28. oder 29. März, SC de la Bastidienne am 2. April, Le Havre AC am 4. oder 5. April im Parc des Sports und in Straßburg am 10. April gegen eine Auswahlmannschaft der Stadt. Danach ging in die Schweiz, wo man am 11. April in Bern auf Auto Tour Bern traf und am 13. April in Zürich gegen ein Team von Klubs der Stadt. im Anschluss ging es zurück nach Frankreich, wo die Mannschaft am 19. April noch auf den FC Rouen traf. Danach schiffte man sich für die Rückreise auf den Dampfer Flandria in die Heimat ein. Als das Schiff vor Lissabon auf Reede ging, um weitere Passagiere aufzunehmen, erfuhren Fußballbegeisterte von der berühmten Mannschaft an Bord und luden diese spontan zu einem Spiel ein. Eine Aufforderung, welcher das Team gerne honorarlos nachkam. Es zog sich noch auf dem Schiff um und wurde zum Estádio do Lumiar gefahren, wo es auf eine Auswahl von Spielern verschiedener Klubs der Stadt traf. Die Partie wurde nach der 75 Minute beendete, damit die Paulistano Spieler wieder ihr Schiff vor dessen Weiterfahrt erreichen konnten. Sie hatten neun von zehn Spielen gewonnen, mit einem Torverhältnis von 30:8. Am 12. Mai legte die Flandria in Rio de Janeiro an. Die Mannschaft wurde gefeiert, als wären sie Weltmeister geworden.
1927 kehrte Kuntz nach Rio de Janeiro zurück, spielte aber keinen Profifußball mehr. Nur für den CR Vasco da Gama lief er bei Freundschaftsspielen auf und hielt sich beim Andarahy AC fit. Kuntz arbeitete als Angestellter im öffentlichen Dienst. Erst 1929 trat er für Flamengo als Spieler wieder in Erscheinung, wenn auch nur noch für zwei Spiele, einem Freundschaftsspiel gegen Vasco sowie einem Spiel in der Staatsmeisterschaft 1931 gegen São Cristóvão. Noch in dem Jahr beendete Kuntz dann offiziell seine aktive Laufbahn. Er blieb dem Klub aber als Co-Trainer erhalten. 1938 absolvierte Kuntz alle notwendigen Prüfungen für eine Zulassung als Schiedsrichter.

### Nationalmannschaft
Bei den Austragungen der Campeonato Sudamericano trat er bei den Wettbewerben 1920, 1921 und 1922 als Stammtorhüter an.
Nachdem die Seleção die Südamerikameisterschaft 1921 als Zweiter beendete und wurde Kuntz größte Anerkennung zuteil. Die Presse gab ihm den Spitznamen El Coloso für seine meisterhaften Leistungen im brasilianischen Tor. Der Beiname wurde auch verwendet werden, um einen Tango zu taufen, der ihm zu Ehren vom Dirigenten Francisco Canaro komponiert wurde. Nach der Südamerikameisterschaft reiste Kuntz in seine Heimat Rio Grande do Sul, wo er seine Ferien verbrachte. Zurück in Rio erhielt er von seinem Klub eine besondere Goldmedaille mit der Gravur CRF (Clube de Regatas do Flamengo) erhalten.
1922 konnte er mit der Auswahl das Turnier gewinnen. Das Spiel gegen Argentinien im Zuge des Turniers am 22. Oktober 1922, wurde auch als Austragung des Copa Roca gewertet. Die Begegnung konnte Brasilien mit 2:1 für sich entscheiden. Kuntz kam dabei nicht zum Einsatz.

## Trivia
Seinen Lebensunterhalt in seiner ersten Zeit bei Flamengo verdiente Kuntz als Handelsangestellter.
1924 heiratete Kuntz in São Paulo und machte sich als Händler im Aluminiumsektor selbstständig.

## Erfolge
Flamengo
- Torneio Inicial: 1920
- Staatsmeisterschaft von Rio de Janeiro: 1920, 1921

Nationalmannschaft
- Campeonato Sudamericano: 1922
- Copa Roca: 1922